# Аксіс (Алабама)
Аксіс (англ. Axis) — переписна місцевість (CDP) в США, в окрузі Мобіл штату Алабама. Населення — 561 особа (2020).

## Географія
Аксіс розташований за координатами 30°55′21″ пн. ш. 88°1′19″ зх. д. / 30.92250° пн. ш. 88.02194° зх. д. (30.922562, -88.021851).  За даними Бюро перепису населення США в 2010 році переписна місцевість мала площу 10,20 км², з яких 10,17 км² — суходіл та 0,03 км² — водойми.

## Демографія
Згідно з переписом 2010 року, у переписній місцевості мешкало 757 осіб у 280 домогосподарствах у складі 215 родин. Густота населення становила 74 особи/км².  Було 306 помешкань (30/км²).
Расовий склад населення:
| - 66,8 % — білих - 26,9 % — чорних або афроамериканців - 3,2 % — корінних американців - 0,1 % — вихідців з тихоокеанських островів - 0,1 % — азіатів |

До двох чи більше рас належало 2,6 %. Частка іспаномовних становила 0,9 % від усіх жителів.
За віковим діапазоном населення розподілялося таким чином: 22,1 % — особи молодші 18 років, 64,6 % — особи у віці 18—64 років, 13,3 % — особи у віці 65 років та старші. Медіана віку мешканця становила 43,0 року. На 100 осіб жіночої статі у переписній місцевості припадало 97,1 чоловіків;  на 100 жінок у віці від 18 років та старших — 93,4 чоловіків також старших 18 років.
Середній дохід на одне домашнє господарство  становив 60 143 долари США (медіана — 55 750), а середній дохід на одну сім'ю — 62 127 доларів (медіана — 55 688). За межею бідності перебувало 6,8 % осіб, у тому числі 10,2 % дітей у віці до 18 років та 0,0 % осіб у віці 65 років та старших.
Цивільне працевлаштоване населення становило 467 осіб. Основні галузі зайнятості: науковці, спеціалісти, менеджери — 22,1 %, роздрібна торгівля — 19,3 %, мистецтво, розваги та відпочинок — 12,8 %, освіта, охорона здоров'я та соціальна допомога — 12,6 %.